# Aleksej Sergeev
Aleksej Sergeev, in russo Алексей Сергеев? (...), è un astronomo ucraino.
Il Minor Planet Center lo accredita per la scoperta dell'asteroide 210271 Samarkand, effettuata il 2 ottobre 2007 in collaborazione con il collega uzbeko Bahodir Hafizov.